# Coll del Pam
El Coll del Pam és una collada situada a 2.001,7 m alt en el límit dels termes comunals de Bolquera i de Font-romeu, Odelló i Vià, tots dos de la comarca de l'Alta Cerdanya, a la Catalunya del Nord.
És a la zona central - occidental del terme de Bolquera, al sud del Bac de la Molina i a llevant del Roc de la Calma. Arriben fins a aquest coll el Telesquí de Llevant i el Telecadira de Coll del Pam, pel costat de Font-romeu, Odelló i Vià, i el Telecadira del Belvedère, que arrenca del terme de Bolquera i travessa un bon tram de l'extrem nord-est del de Font-romeu, Odelló i Vià.
Al Coll del Pam es concentra una bona part dels recursos de l'Estació d'esquí de Font-romeu, tant pel que fa a pistes com a remuntadors. D'altra banda, és un lloc de pas freqüent de les excursions d'aquesta zona del Massís del Carlit.